# フューチュラマ

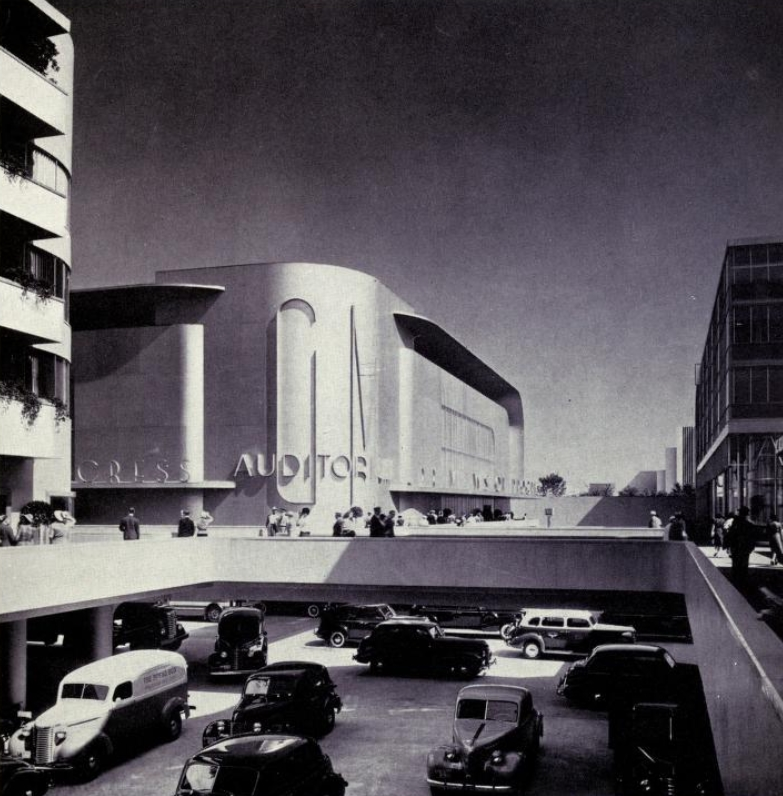
フューチュラマの都市ジオラマの細部

フューチュラマ（フューチャラマ、Futurama）は、1939年から1940年にかけて『明日の世界』（World of Tomorrow）というテーマを掲げて開催されたニューヨーク万国博覧会に、ノーマン・ベル・ゲディーズのデザインでゼネラルモーターズ (GM) が出展したジオラマ展示・ライド型アトラクション。非常な人気を博した。
フューチュラマとは"Future"（未来）と"Panorama"（パノラマ）を組み合わせた造語。フューチュラマの影響は強く、「-arama」という接尾語は1950年代から1960年代にかけてのミッドセンチュリーのアメリカで、来るべき未来を見せるコンセプトの商品や企画の名称、SF映画の題名などに多用された。

## フューチュラマ

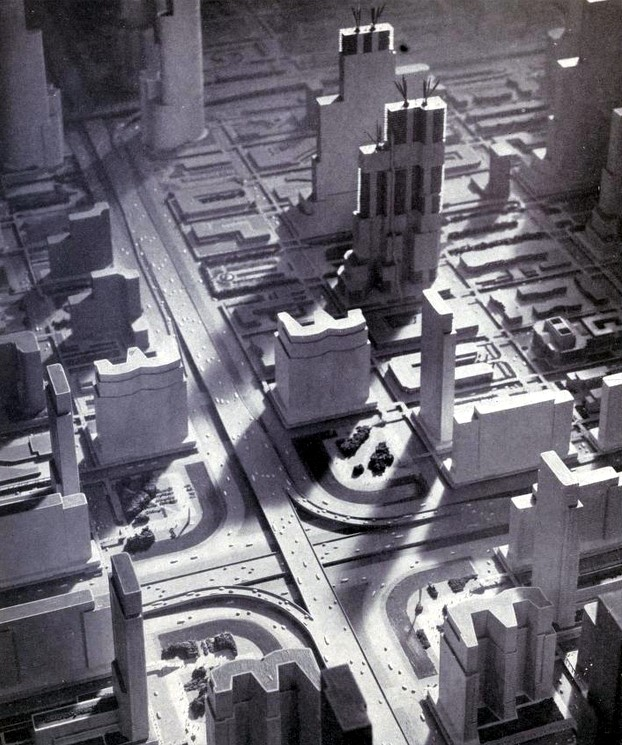
フューチュラマの都市ジオラマ

ニューヨーク万国博覧会では、世界各国の政府機関や企業が、デザインやコンセプトに工夫を凝らしてそれぞれの近未来の理想社会を見せていた。GMは「20年後の未来のアメリカを見せる」「フューチュラマ」を出展。自身のパビリオン、「ハイウェイ・アンド・ホライズン館」で公開された。
「フューチュラマ」は、超高層ビルの立ち並ぶ都心と大規模な郊外住宅地とをオートメーション化された高速道路ネットワークが結んでいる1960年のアメリカを観客が遊覧飛行するというシナリオ。そのための仕掛けとして、壮大な円形ジオラマが用意され、観客はその周りを『ムーヴィング・チェア』とよばれた座席に揺られ、十数分かけて観覧した。円形ジオラマには子供の背の高さほどの摩天楼など50万個以上のミニチュアの建物が立ち並び、1万台以上のミニチュアカーが走るハイウェイとインターチェンジが広がっており、観客は高速道路が繋ぐ輝かしい未来都市のビジョンに酔いしれた。「ハイウェイ・アンド・ホライズン館」には延べ2,500万人が訪れ、連日2万8,000人が「フューチュラマ」を見た計算になる。
GMは、自身の自動車交通や都市の未来像に関する研究成果を「フューチュラマ」に反映するため、舞台美術家で流線型デザインを得意としインダストリアル・デザイナーでもあったノーマン・ベル・ゲディーズ（Norman Bel Geddes）にデザインを委託した。制作には700人以上が携(たずさ)わった。完成した「フューチュラマ」は、夢を与えてくれるだけでなく、他のパビリオンの理想都市像が荒唐無稽と思えるほど具体的で実現可能性の高いものでもあった。なかでも「オートメイテッド・ハイウェイ（自動化高速道路）」は「フューチュラマ」で提案された最も進んだ技術で、電波でガイドされた自動車が高速走行しながら前後との車間距離を保ち、電波の指示で高速のまま自動的に目的地に向かって道路を曲がってゆけるというもので、現代のITSをすでに提案していた。その後、GMは1960年には実際に作動するオートメイテッド・ハイウェイのプロトタイプを作っている。
「フューチュラマ」はGMおよび当時の自動車産業の企業戦略を見せ付けただけでなく、アメリカの一般大衆に「スーパーハイウェイ」のネットワークが国土を縦横に結ぶというコンセプトをはじめて紹介した展示であり、大衆の持つ未来像に大きな影響を与えた。「フューチュラマ」が提示した未来は郊外化や州間高速道路網などとして実現していった。一方、「フューチュラマ」で使用された仕掛け、『ライド型アトラクション』は、のちにディズニーランドに応用されている。

## フューチュラマ II
ゼネラルモーターズは、1964年から1965年にかけておこなわれたニューヨーク万博で「フューチュラマ II」というタイトルとして、内容を時代に合わせて進化させた展示をおこなっている。
ケネディ政権の残した楽天的な世相や宇宙開発競争など技術による極地征服の時代を反映し、特に年代を示さない「近未来」の極地における活動や生活を見せるものであった。
ここでは月面基地の活動、南極に建設される気象予報研究センター「ウェザー・セントラル」、海底探検の模様と海底観光のための「ホテル・アトランティス」、砂漠の灌漑、大規模な干拓事業と都市建設、ジャングルに作られた道路や未来都市、といった6つの場面が紹介された。観客はライド・トレインの3人掛けの椅子に座り、次々展開するジオラマの上を通っていった。この展示も6ヶ月で2,600万人以上の観客を集め、入場まで2時間待ちの行列が並び、万博で最も集客をした展示となった。
以後アメリカはベトナム戦争や公民権運動、カウンターカルチャーに揺れ始め、夢や希望に溢れた未来像は破綻していき、1964年万博は大企業がフロンティアや未来を謳うことが有効だった最後の博覧会となったと評価されている。

## 関連図書
- "Magic Motorways" (マジック・モーターウェイズ): Norman Bel Geddes, Random House (1940) ASIN: B000GT6SSI ベル・ゲディーズの著書。自身のデザインについて詳述している。
- 『パスト・フューチュラマ ― 20世紀モダーン・エイジの欲望とかたち』 長澤均著、フィルムアート社、ISBN 9784845900091　[注 1]